# شامشيرا
شامشيرا هو فيلم دراما أكشن هندي قادم من إنتاج ياش راج فيلم وبطولة رانبير كابور،فاني كابور وسانجاي دوت.من المقرر عرض الفيلم في 18 مارس 2022.

## روابط خارجية
شامشيرا على موقع IMDb (الإنجليزية)
- شامشيرا على موقع روتن توميتوز (الإنجليزية)
- شامشيرا على موقع قاعدة بيانات الفيلم (الإنجليزية)
- شامشيرا على موقع ليتربوكسد (الإنجليزية)
- شامشيرا على موقع كينوبويسك (الروسية)